# Кинетическое уравнение Больцмана
Уравне́ние Бо́льцмана (кинети́ческое уравнение Больцмана) — уравнение, названное по имени Людвига Больцмана, который его впервые рассмотрел, и описывающее статистическое распределение частиц в газе или жидкости. Является одним из самых важных уравнений физической кинетики (области статистической физики, которая описывает системы, далёкие от термодинамического равновесия, например, в присутствии градиентов температур и электрического поля). Уравнение Больцмана используется для изучения переноса тепла и электрического заряда в жидкостях и газах, и из него выводятся транспортные свойства, такие как электропроводность, эффект Холла, вязкость и теплопроводность. Уравнение применимо для разрежённых систем, где время взаимодействия между частицами мало (гипотеза молекулярного хаоса).

## Формулировка
Уравнение Больцмана описывает эволюцию во времени функции распределения {\displaystyle f(\mathbf {x} ,\mathbf {p} ,t)} в одночастичном фазовом пространстве, где {\displaystyle \mathbf {x} }, {\displaystyle \mathbf {p} } и {\displaystyle t} — координата, импульс и время, соответственно. Распределение определяется так, что
{\displaystyle f(\mathbf {x} ,\mathbf {p} ,t)\,d^{3}x\,d^{3}p}
пропорционально числу частиц в фазовом объёме {\displaystyle d^{3}x\,d^{3}p} в момент времени {\displaystyle t}. Уравнение Больцмана:
{\displaystyle {\frac {\partial f}{\partial t}}+{\frac {\partial f}{\partial \mathbf {x} }}\cdot {\frac {\mathbf {p} }{m}}+{\frac {\partial f}{\partial \mathbf {p} }}\cdot \mathbf {F} =\left.{\frac {\partial f}{\partial t}}\right|_{\mathrm {coll} }.}
Здесь {\displaystyle \mathbf {F} (\mathbf {x} ,t)} — поле сил, действующее на частицы в жидкости или газе, а {\displaystyle m} — масса частиц. Слагаемое в правой части уравнения добавлено для учёта столкновений между частицами и называется интегралом столкновений. Если оно равно нулю, то частицы не сталкиваются вовсе. Этот случай часто называют одночастичным уравнением Лиувилля. Если поле сил {\displaystyle \mathbf {F} (\mathbf {x} ,t)} заменить подходящим самосогласованным полем, зависящим от функции распределения {\displaystyle f}, то получим уравнение Власова, описывающее динамику заряженных частиц плазмы в самосогласованном поле. Классическое же уравнение Больцмана используется в физике плазмы, а также в физике полупроводников и металлов (для описания кинетических явлений, то есть переноса заряда или тепла, в электронной жидкости).
В гамильтоновой механике уравнение Больцмана часто записывается в более общем виде
{\displaystyle {\hat {\mathbf {L} }}[f]=\mathbf {C} [f]},
где {\displaystyle \mathbf {L} } — оператор Лиувилля, описывающий эволюцию объёма фазового пространства и {\displaystyle \mathbf {C} } — оператор столкновений. Нерелятивистская форма оператора {\displaystyle \mathbf {L} } выглядит следующим образом
{\displaystyle {\hat {\mathbf {L} }}_{\mathrm {NR} }={\frac {\partial }{\partial t}}+{\frac {\mathbf {p} }{m}}\cdot \nabla _{\mathbf {x} }+\mathbf {F} \cdot \nabla _{\mathbf {p} },}
а в общей теории относительности
{\displaystyle {\hat {\mathbf {L} }}_{\mathrm {GR} }=\sum _{\alpha }p^{\alpha }{\frac {\partial }{\partial x^{\alpha }}}-\sum _{\alpha \beta \gamma }\Gamma _{\beta \gamma }^{\alpha }p^{\beta }p^{\gamma }{\frac {\partial }{\partial p^{\alpha }}},}
где {\displaystyle \Gamma } — символ Кристоффеля.

## Интеграл столкновений
Столкновения между частицами приводят к изменению их скоростей. Если {\displaystyle W(\mathbf {v} ,\mathbf {v} ^{\prime })d^{3}v^{\prime }dt} задаёт вероятность рассеяния частицы из состояния со скоростью  {\displaystyle \mathbf {v} } в состояние со скоростью
{\displaystyle \mathbf {v} ^{\prime }}, то интеграл столкновений для классических частиц записывается в виде
{\displaystyle \left.{\frac {\partial f}{\partial t}}\right|_{coll}=\int _{\mathbf {v} ^{\prime }}[f(t,\mathbf {r} ,\mathbf {v} ^{\prime })W(\mathbf {v} ^{\prime },\mathbf {v} )-f(t,\mathbf {r} ,\mathbf {v} )W(\mathbf {v} ,\mathbf {v} ^{\prime })]d^{3}v^{\prime }}.
В случае квантового характера статистики частиц это выражение осложняется невозможностью двум частицам находиться в состоянии с одинаковыми квантовыми числами, а поэтому нужно учитывать невозможность рассеяния в занятые состояния.

## Приближение времени релаксации
Уравнение Больцмана — сложное интегро-дифференциальное уравнение в частных производных. Кроме того, интеграл столкновений зависит от конкретной системы, от типа взаимодействия между частицами и других факторов. Нахождение общих характеристик неравновесных процессов — непростое дело.
Однако известно, что в состоянии термодинамического равновесия интеграл столкновений равен нулю. Действительно, в состоянии равновесия в однородной системе при отсутствии внешних полей все производные в левой части уравнения Больцмана равны нулю, поэтому интеграл столкновений тоже должен равняться нулю.
При малых отклонениях от равновесия функцию распределения можно представить в виде
{\displaystyle f=f_{0}+f_{1}},
где {\displaystyle f_{0}(\mathbf {v} )} — равновесная функция распределения, которая известна из термодинамики и зависит только от скоростей частиц, а {\displaystyle f_{1}} — небольшое отклонение.
В этом случае можно разложить интеграл столкновений в ряд Тейлора относительно функции {\displaystyle f_{1}}, и записать его в виде:
{\displaystyle \left.{\frac {\partial f}{\partial t}}\right|_{\mathrm {coll} }=-{\frac {f_{1}}{\tau }}=-{\frac {f-f_{0}}{\tau }}},
где {\displaystyle \tau } — время релаксации. Такое приближение называется приближением времени релаксации или моделью интеграла столкновений Бхатнагара-Гросса-Крука.
Время релаксации, входящее в уравнениe Больцмана, зависит от скорости частиц, а следовательно энергии. Время релаксации можно рассчитать для конкретной системы с конкретными процессами рассеяния частиц.
Уравнениe Больцмана в приближении времени релаксации записывается в виде
{\displaystyle {\frac {\partial f}{\partial t}}+\mathbf {v} \cdot \nabla f+{\frac {\mathbf {F} }{m}}\cdot \nabla _{\mathbf {v} }f=-{\frac {f-f_{0}}{\tau }}}.

## Вывод уравнения Больцмана
Микроскопический вывод уравнения Больцмана из первых принципов (исходя из точного уравнения Лиувилля для всех частиц среды) производится путём обрыва цепочки уравнений Боголюбова на уровне парной корреляционной функции для классических и квантовых систем. Учёт в цепочке кинетических уравнений корреляционных функций более высокого порядка позволяет находить поправки к уравнению Больцмана.